# Tanytarsus excavatus
Tanytarsus excavatus är en tvåvingeart som beskrevs av Edwards 1929. Tanytarsus excavatus ingår i släktet Tanytarsus och familjen fjädermyggor. Arten är reproducerande i Sverige. Inga underarter finns listade i Catalogue of Life.